# كابيتول ولاية ميشيغان
كابيتول ولاية ميشيغان هو مبنى يأوي السلطتين التشريعية والتنفيذية لحكومة ولاية ميشيغان الأميركية. وهي تقع في جزء من عاصمة الولاية لانسينغ التي تقع في مقاطعة انجهام. الهيكل الحالي، عند تقاطع الكابيتول وجادة ميشيغان، ويعد معلما تاريخيا وطنيا يضم حاليا الدوائر والمكاتب الخاصة بالهيئة التشريعية في ميشيغان فضلا عن المكاتب الرسمية لمحافظ ميشيغان ونائب الحاكم. تاريخيا، هذا هو المبنى الثالث الذي اوى حكومة ميشيغان. .
يقع مبنى الكابيتول الدولي الأول في ديترويت، العاصمة الأصلية لميشيغان، وانتقلت إلى لانسينغ في عام 1847، نظرا للحاجة إلى تطوير الأجزاء الغربية من الدولة وللدفاع السهل من القوات البريطانية المتمركزة في وندسور، أونتاريو.  مبنى الكابيتول الحالي، يسبقه هيكل اطار خشبي مؤقت، في يناير 1879، وصمم في الطراز النيوكلاسيكي، وبشكل أكثر تحديدا على غرارالاسلوب الإيطالي. تم تكريس العاصمة في عام 1992 بعد مشروع الترميم لمدة ثلاث سنوات.

## تأريخيا

### كابيتول الولاية الأول
في 13 يوليو 1787، أصدر مؤتمر الكونغرس القاري الثاني قانون الشمالية الغربية، وخلق شمال غرب الإقليم والتي شملت ميشيغان. في عام 1805، أنشأ الكونغرس الأميركي الإقليم ميشيغان، مع ديترويت كعاصمتها الإقليمية. قدمت ميشيغان اولا طلبا للاستقلال  في وقت مبكر من عام 1832، على الرغم من أنه قوبل بالرفض بسبب نزاع مع ولاية أوهايو على قطاع توليدو، وهي منطقة 468 ميل مربع (1210 كيلومتر مربع) التي شملت المدينة ميناء مهم من توليدو. وبحلول العام 1835، وكان ميشيغان شكلت حكومة الولاية دون الحصول على إذن من الكونغرس للقيام بذلك. وتشمل حدود الدولة على المنطقة المتنازع عليها

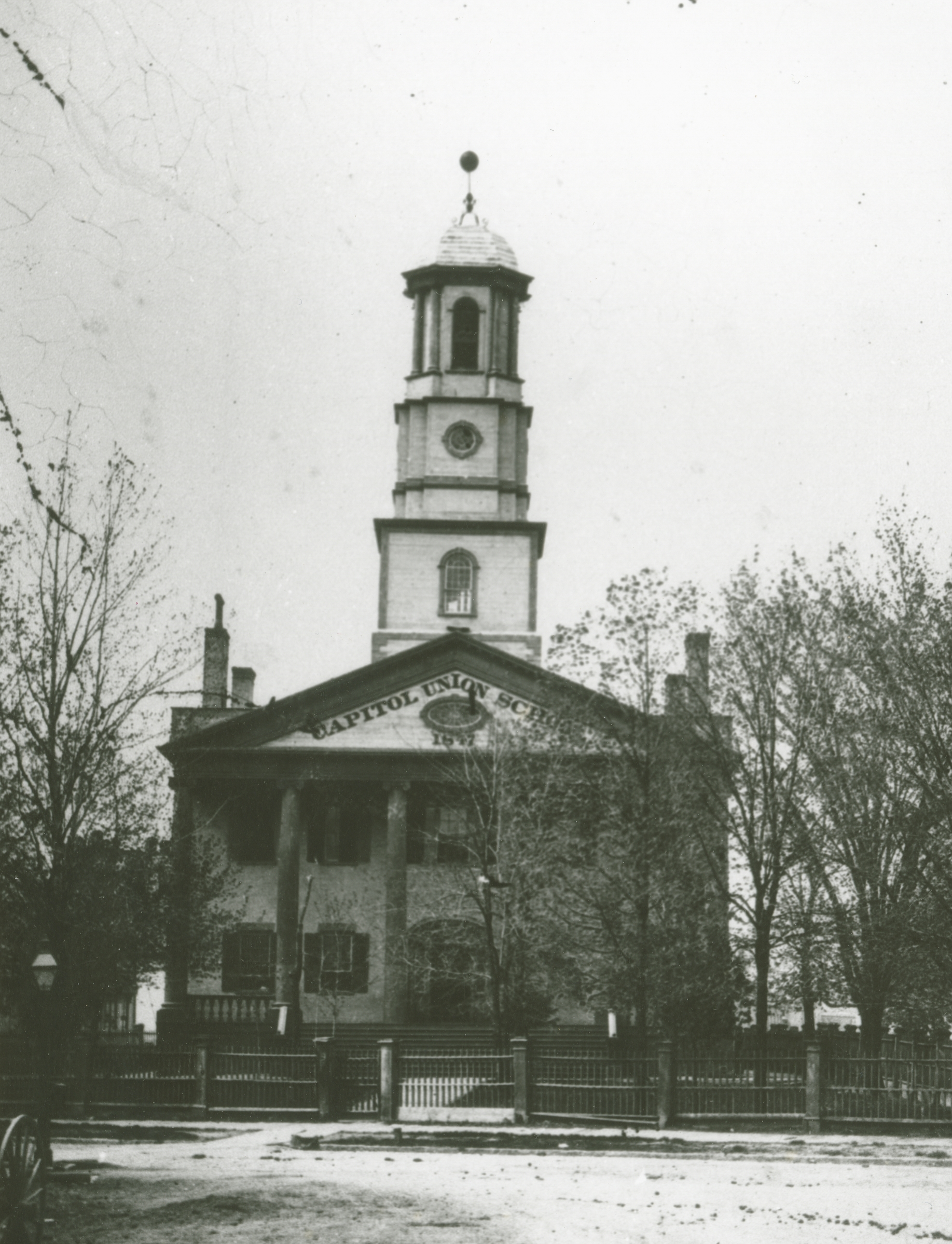
مبنى الكابيتول الاصلي في ديترويت في حوالي العام 1847 على الارجح

بلغ النزاع ذروته حتى أصبح مايعرف  باسم حرب توليدو، وسيطرت ميليشيات ميشيغان وأوهايو على التسليح في المنطقة. كشرط لدخول الاتحاد، واضطر ميشيغان لقبول ثلاثة أرباع الغربية من شبه الجزيرة العليا في مقابل التنازل عن مطالبتها لقطاع توليدو. بعد مؤتمر الدولة رفضت هذا الشرط اولا، وفي المؤتمر الثاني، تمت الاتفاقية تحت بعض الضغط في ديسمبر 1836، قبلت الشروط على مضض وأصبح ميشيغان الولاية السادسة والعشرين  في 26 يناير 1837، مع ديترويت كأول عاصمة لها.
ان أول مبنى كابيتول للولاية تم بناءه في عام 1832 كمحكمة اقليمية ويقع مبنى المحكمة على زاوية شارع جريسوولد وستيت ستريت. كان هذا الهيكل لبنة واحدة من أقدم المباني النهضة اليونانية في ميشيغان، مع رواق من الأعمدة الأيونية وبرج مركزي من 140 قدم (42 م). بنيت بتكلفة قدرها 24,500 $ (580,000 $ في عام 2015)، وقد ضم مبنى الحكومة والدولة التشريعية الإقليمية حتى عام 1848، عندما تم بناء مبنى الخشب أقيمت على عجل في لانسينغ في أعقاب قرار الذي اتخذ في 17 مارس 1847، لنقل العاصمة من ديترويت إلى لانسينغ. ثم تحول المبنى في ديترويت إلى مدرسة عامة (مدرسة الاتحاد،  وفي نفس الوقت المدرسة الثانوية الوحيدة في المدينة) ومكتبة حتى أنه أحرق في عام 1893

### كابيتول الولاية الثاني
دستور ميشيغان لعام 1835 اشترط أن المر الحكومي لهذه الولاية يجب ان يكون في ديترويت، أو في أي مكان آخر أو الأماكن التي يحددها القانون حتى عام الف وثمانمئة وسبعة وأربعون، عندما تكون موجودة بشكل دائم من قبل السلطة التشريعية

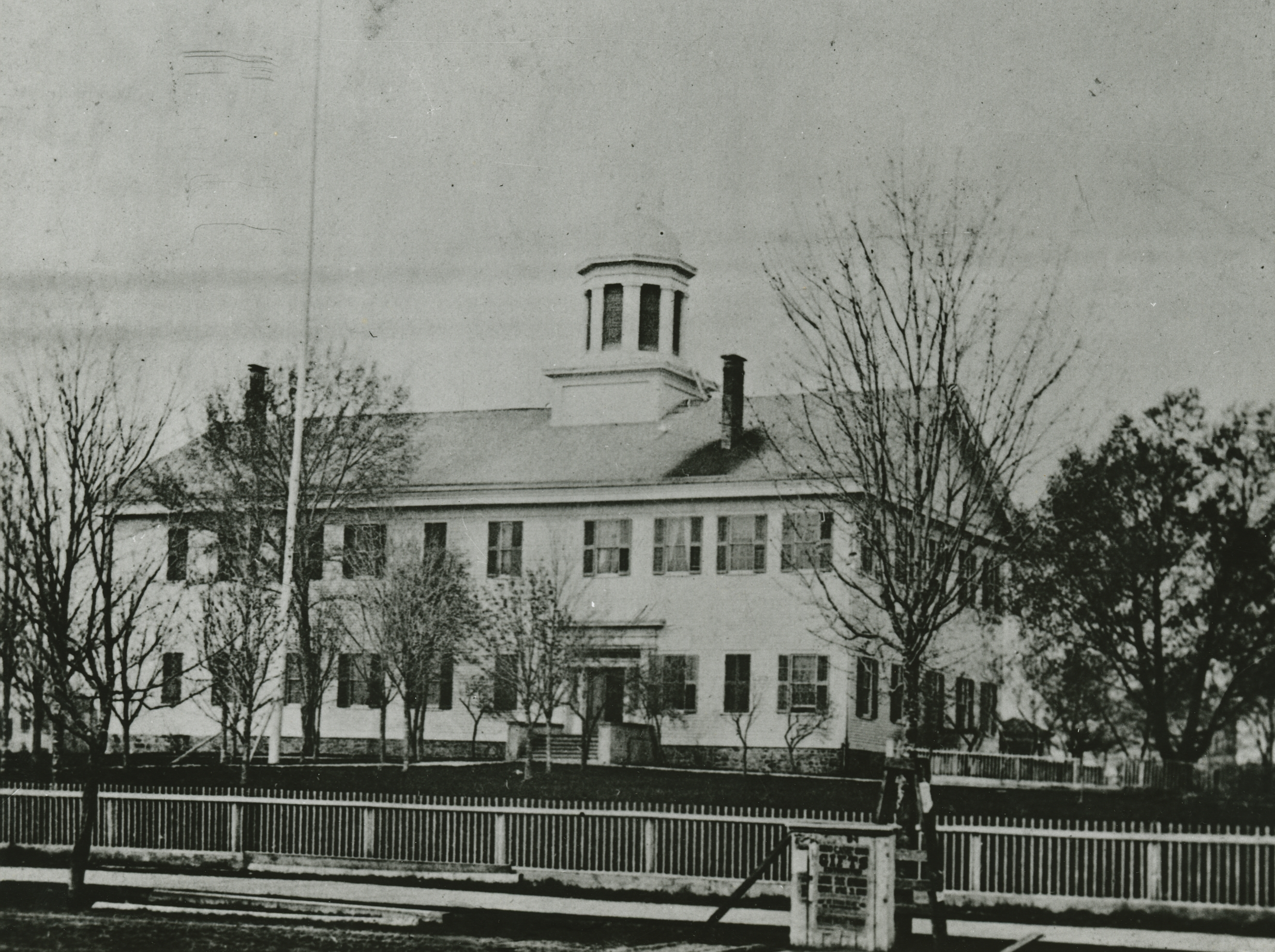
هيكل لانسينغ الأصلي قبل العام 1882

قبل عام 1847، قاتلت ديترويت للحفاظ على الكابيتول في نطاق ولايتها، ولكن  المجتمعات المحلية النامية في الجزء الغربي  للولاية كانت لديها العديد من الأسباب للرغبة في الانتقال للداخل، بما في ذلك الحاجة إلى زيادة القدرات الدفاعية عن طريق تحريك حكومة الولاية بعيدا عن الحدود الكندية. وكانت  ديترويت قد احتلت خلال حرب عام 1812، وامتد الاحتلال إلى المنطقة الحدودية لميشيغان بأقل من ميل واحد بين ديترويت وندسور، أونتاريو، وحتى نهر ديترويت أنتهى بأن يكون محتلا من قبل القوات البريطانية على ضفتيه. سعى المطالبون بتحريك العاصمة أيضا لتعزيز الاستيطان والاقتصاد في الداخل، فضلا عن جعل الحكومة في متناول الناس في جميع أنحاء الدولة بشكل أكبر.
وشمل سعي المتنافسين بتسمية العاصمة الجديدة مجموعة من المدن منها آن أربور، جاكسون، غراند رابيدز، وبلدة شياواسي في مقاطعة شياوسي. وعندها وخلال المناقشة، كان المسؤولون من مارشال يبدون واثقين من اختياره حتى انهم شيدوا قصرا للحاكم. بعد نقاش مستفيض، اقترح دولة عضو مجلس الشيوخ جوزيف H. كيلبورن من مقاطعة انجهام  أن بلدة لانسينغ غير مأهولة تقريبا لذلك هي مناسبة لتكون مقر الحكومة. وافق المجلس التشريعي، على موقع شمال آن أربور، غرب ديترويت، وشرق غراند رابيدز التي تعتبر حلا وسطا مناسبا. السلطة التشريعية قامت  بتسمية المدينة باسم مدينة ميشيغان، لكن في عام 1848 استعادت لانسينغ اسمها الأصلي.
بدأت أعمال البناء في عام 1847 على مبنى الكابيتول  في لانسينغ، كان هيكل مؤقت على كتلة تحدها جادة اشنطن، شارع الكابيتول، شارع أليجان، وشارع وشتنو. وكان الهيكل اطار خشبي بسيط مكون من طابقين، مطلية باللون الأبيض مع مصاريع خشبية خضراء وتعلوه قبة من الصفيح. وبلغت التكلفة الإجمالية لبناء 22,952.01 $ (580,000 $ في عام 2015). تم بيع المبنى عندما افتتح مبنى الكابيتول الدائم في عام 1879. ومن ثم تم استعمالها كمصنع حتى، تم حرقه وتدميره كما حصل بمبنى الكابيتول الأول،  في السنة 1882.

### كابيتول الولاية الثالث

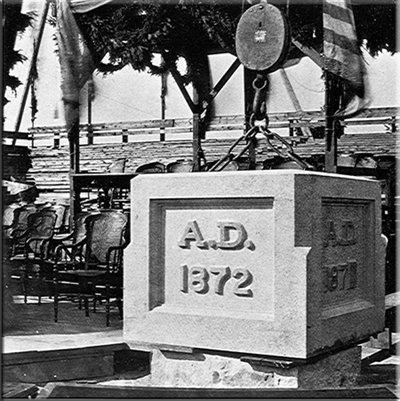
حجر الأساس لمبنى الكابيتول الحالة الراهنة يجري إنزالها في مكانها

في أوائل الفترة من 1870 في حث المحافظ هنري P. بالدوين المجلس التشريعي لتمويل، العاصمة الدائمة الجديدة. في 31 مارس 1871، اعتمد مشروع قانون «لإقامة كابيتول جديد للولاية في العاصمة، ومبنى للاستخدام المؤقت من ضباط الدولة». وكانت العاصمة الجديدة تكلفته 1.2 مليون $ (24,000,000 $ في عام 2015)، وستجمع المبلغ  من قبل مدخول ضرائب الولاية لمدة ست سنوات.
في عام 1872، تم تكليف المهندس إيليا إي مايرز من سبرينغفيلد، إلينوي، لتصميم مبنى الكابيتول اللجديد ولجنة التصميم اختارت تصميمه المسمى (تيوبور- بالانكليزية Tuebor)، وهو ما يعني أنا سوف ادافع. مايرز استخدم القبة والجناح في التصميم المركزي وهو الموجود  في كابيتول الولايات المتحدة في تصميمه وذهب بعد ذلك إلى تصميم مبنايا كابيتول آخران، وهما مبنايا ولاية كولورادو وتكساس، وكذلك مبنى الكابيتول الإقليمي السابق لايداهو، والأكثر من قبل أي مهندس. تم وضع حجر الأساس في 2 أكتوبر 1873، مع حوالي 7000 من سكان لانسينغ وبعض 30,000 إلى 50,000 زائر يحضرون. تم الانتهاء من أعمال البناء والتشطيب التي كتبها أواخر عام 1878. والكابيتول الجديد، المكون من 139 غرفة، كانت قد خصصت في نفس الوقت الذي تم فيه تنصيب  تشارلز كروسويل كحاكم  في 1 يناير 1879.
ألهم مبنى الكابيتول لانسينغ الاتجاه الوطني بعد الحرب الأهلية الأمريكية للمباني مقاومة للحريق، كبيرة بما يكفي لإيواء توسيع الحكومة وكذلك بمثابة مستودع دائم لحماية التحف في الحرب، بما في ذلك اعلام المعركة التي تم نقلها بعد ذلك إلى متحف ميشيغان التاريخي في 1990. وعلى مر السنوات القبة، والتي كانت ذات لون اسمر خفيف في البداية، تم طلاؤها أبيض مشرق.وقد مولت السلطة التشريعية عملية استعادة تاريخية واسعة بدءا من عام 1989 الذي اكتمل في عام 1992. واعادت عملية الترميم القبة إلى الأبيض الكريمي المظلل، وكذلك ترقية الأنظمة الميكانيكية وتحسين إمكانية الوصول وكذلك استعادة العديد من عناصر التصميم الأصلي. واستتبعت إلى واحدة من أكبر مراحل الترميم وهي إزالة «طوابق نصف» التي تم تثبيتها في عام 1969 لإنشاء 50,000 قدم مربع (4600متر مربع) من المساحة المكتبية الإضافية. تم إنشاء طوابق بقسمة 16 قدما (4.9 متر) من الغرف العالية أفقيا وخلق مستوى من الغرف التي تم الحصول عليها من هبوط الدرج. وقد تم إدراج مبنى الكابيتول في السجل الوطني للأماكن التاريخية 25 يناير 1971 (NRHP المرجع # 71000396)، وعين معلما تاريخيا وطنيا 5 أكتوبر 1992.